# Kriminalfall
Ein Kriminalfall, kurz Fall, ist jede Ausführung eines strafrechtlichen Delikts, das staatlichen Behörden zur Kenntnis gelangt und zu polizeilichen oder anderen strafrechtlichen Ermittlungen führt.
Ein Fall, der nach Ausschöpfung der üblichen Ermittlungsmöglichkeiten weiter ungeklärt ist und mangels weiterer Ermittlungsansätze nicht weiter verfolgt wird, wird als Cold Case bezeichnet. Wenn sich neue Hinweise oder Erkenntnisse ergeben oder neue Untersuchungsmethoden für gesicherte Spuren zur Verfügung stehen, die eine Aufklärung doch noch möglich erscheinen lassen, werden Cold-Case-Ermittlungen durchgeführt.

## Deutschland
Die Polizeiliche Kriminalstatistik (Deutschland) ist die Datenbasis schlechthin für die Anzahl der Kriminalfälle in Deutschland.
Ein bekannt gewordener Fall ist jede im Katalog aufgeführte rechtswidrige (Straf-)Tat einschließlich der mit Strafe bedrohten Versuche, denen eine (kriminal-)polizeilich bearbeitete Anzeige zugrunde liegt. Es werden dabei nur Fälle erfasst, die hinreichend konkretisiert sind. Überprüfte Anhaltspunkte zu dem Tatbestand selbst, die Erfüllung aller Tatbestandsmerkmale einer Strafrechtsnorm, dem Tatort und dem Tatzeitraum, mindestens dem Jahr, vorliegen. Entsprechend den Erfassungsregeln sind bei Großverfahren nur Vorgänge gemäß der Anzahl der unmittelbar Betroffenen für die PKS zu erfassen, wenn diese durch Sach- und/oder Personalbeweis hinreichend konkretisiert sind.
Ein aufgeklärter Fall ist die Straftat, die nach dem polizeilichen Ermittlungsergebnis mindestens ein Tatverdächtiger begangen hat, von dem grundsätzlich die Personalien bekannt sind.
Ein nachträglich aufgeklärter Fall wurde in einem Jahr nur als "bekannt geworden" aufgenommen und wird in einem späteren Jahr nur als "aufgeklärt" in die Statistik aufgenommen.
Verkehrsdelikte werden statistisch nicht als Kriminalfälle erfasst. Darunter fallen
- alle Verstöße gegen Bestimmungen, die zur Aufrechterhaltung der Verkehrssicherheit im Straßen-, Bahn-, Schiffs- und Luftverkehr erlassen wurden,
- alle durch Verkehrsunfälle bedingten Fahrlässigkeitsdelikte,
- die Verkehrsunfallflucht,
- alle Verstöße gegen das Pflichtversicherungsgesetz und Kfz-Steuergesetz i. V. m. § 370 AO.

Nicht zu den Verkehrsdelikten zählen und daher in der PKS erfasst sind
- der gefährliche Eingriff in den Bahn-, Luft- und Schiffsverkehr gemäß § 315 StGB,
- der gefährliche Eingriff in den Straßenverkehr gemäß § 315b StGB,
- das missbräuchliche Herstellen, Vertreiben oder Ausgeben von Kennzeichen gemäß § 22a StVG.

### Abgrenzung
Grundsätzlich ist jede im Zuge eines Ermittlungsvorgangs bekannt gewordene Straftat ohne Rücksicht auf die Zahl der Opfer als ein Fall zu erfassen. Jede aufgeklärte Straftat ist als ein aufgeklärter Fall zu erfassen, unabhängig von der Zahl der ermittelten Tatverdächtigen.
Grundsätzlich gilt jedes erneute aktive Ansetzen zu einer weiteren Tatbestandsverwirklichung als eine neue Handlung.
Verwirklicht eine Handlung mehrere Straftatbestände oder denselben Straftatbestand mehrfach, dann ist nur 1 Fall zu erfassen, und zwar unabhängig von der Zahl der Betroffenen. Werden durch eine Handlung mehrere Straftatbestände verwirklicht, so ist diese unter der Straftatenschlüsselzahl zu erfassen, die dem Strafgesetz mit der nach Art und Maß schwersten Strafandrohung zugeordnet ist.
Richten sich Handlungen gegen verschiedene Betroffene und sind sie unterschiedlichen Straftatenschlüsselzahlen zuzuordnen, handelt es sich jeweils um einen eigenen Fall.
Richten sich Handlungen gegen verschiedene Betroffene und sind sie derselben Straftatenschlüsselzahl zuzuordnen, so genannte Serientaten zum Nachteil verschiedener Betroffener, sind sie je Betroffenem als ein Fall zu erfassen.
Richten sich Handlungen gegen denselben Betroffenen oder gegen die Rechtsordnung/Allgemeinheit und sind derselben Straftatenschlüsselzahl zuzuordnen, so genannte Serientaten zum Nachteil desselben Betroffenen, so ist nur ein Fall zu erfassen.
Beispiele:
- Der Tatverdächtige verletzt den Betroffenen mit einem Messer: es wird ein Fall gefährlicher Körperverletzung erfasst, die Sachbeschädigung der Bekleidung wird nicht erfasst.
- Der Tatverdächtige verursacht durch das Herbeiführen einer Sprengstoffexplosion vorsätzlich den Tod von fünf Betroffenen: es wird ein Fall von Mord mit fünf Betroffenen erfasst, das Herbeiführen der Explosion wird nicht erfasst.
- Der Tatverdächtige begeht nacheinander einen Ladendiebstahl, eine Sachbeschädigung und eine Beförderungserschleichung: erfasst wird je ein Fall, insgesamt drei Fälle.
- Der Tatverdächtige entwendet aus zehn Fahrzeugen Gegenstände: es werden mindestens ein, maximal zehn Fälle erfasst. Werden Gegenstände mehrerer unmittelbar Betroffener aus einem der Fahrzeuge entwendet, wird nur ein Fall erfasst. Gehören mehrere Fahrzeuge demselben unmittelbaren Halter, so ist für diese Fahrzeuge insgesamt ein Fall zu erfassen.
- Der Tatverdächtige begeht über einen Zeitraum von mehreren Monaten mehrere Ladendiebstähle zum Nachteil von zwei Kaufhausfilialen desselben Konzerns: es sind zwei Fälle Ladendiebstahl zu erfassen (weil es sich um zwei verschiedene unmittelbar Betroffene handelt).[2]
- Der Tatverdächtige verschmutzt über einen längeren Zeitraum ein Gewässer: es ist ein Fall von Gewässerverunreinigung zu erfassen, weil die Rechtsordnung bzw. die Allgemeinheit geschädigt ist.
- Der Tatverdächtige („Reifenstecher“) beschädigt Reifen an zehn Kraftfahrzeugen; betroffen sind fünf Kraftfahrzeuge von fünf verschiedenen (privaten) Haltern und fünf Kraftfahrzeuge einer Autovermietung: erfasst werden sechs Fälle von Sachbeschädigung an Kraftfahrzeugen, da sechs verschiedene Halter betroffen sind.

### Statistik
Seit dem Jahr 2000 verzeichnet Deutschland jedes Jahr
6000 bis 8000 bekannt gewordene Fälle pro 100.000 Einwohner.